# Amphinemura
Amphinemura är ett släkte av bäcksländor som ingår i familjen kryssbäcksländor.

## Bildgalleri

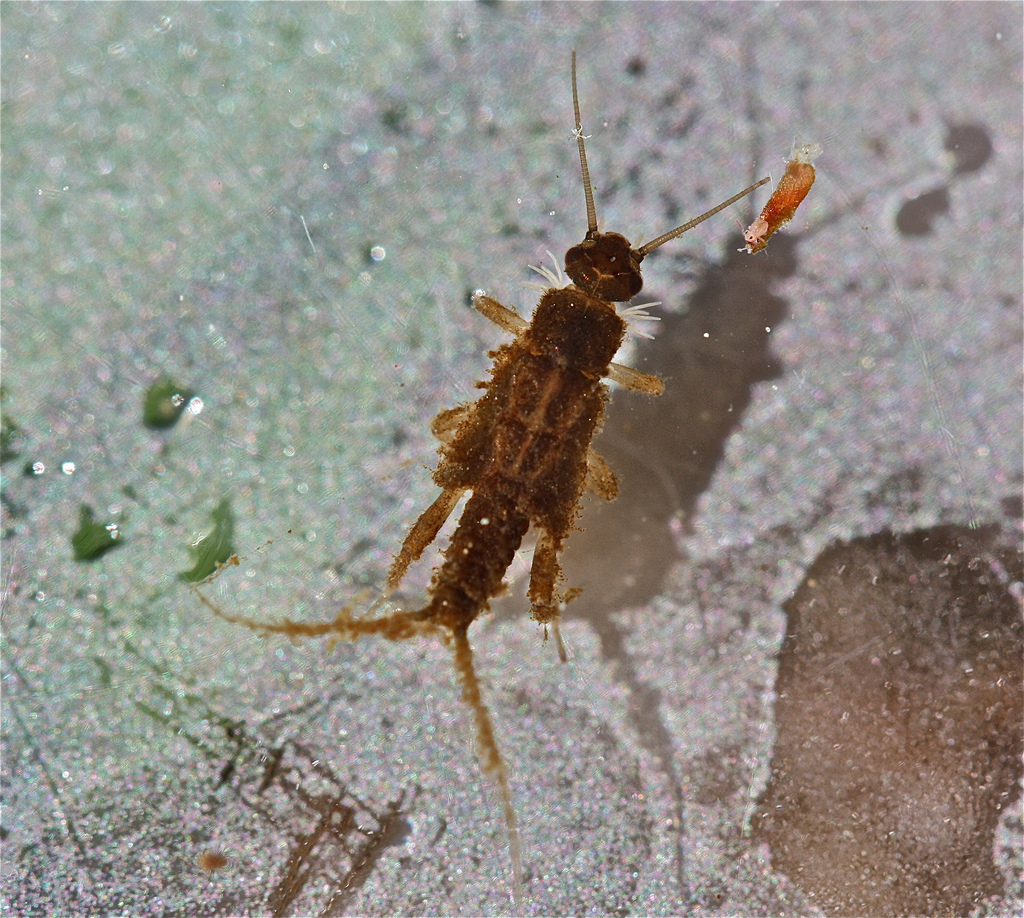

## Dottertaxa tillAmphinemura, i alfabetisk ordning[1][2]
- Amphinemura acutata
- Amphinemura alabama
- Amphinemura albifasciata
- Amphinemura amatulai
- Amphinemura ancistroidea
- Amphinemura apache
- Amphinemura apiciglobosa
- Amphinemura appalachia
- Amphinemura arcadia
- Amphinemura auriculata
- Amphinemura baei
- Amphinemura banksi
- Amphinemura bella
- Amphinemura bihamata
- Amphinemura biloba
- Amphinemura bilolai
- Amphinemura bomdilai
- Amphinemura borealis
- Amphinemura bulla
- Amphinemura cestroidea
- Amphinemura cherrapunjii
- Amphinemura chiffensis
- Amphinemura chui
- Amphinemura claassenia
- Amphinemura clavigera
- Amphinemura claviloba
- Amphinemura cordiformis
- Amphinemura coreana
- Amphinemura cornuloba
- Amphinemura crenata
- Amphinemura cryptocercia
- Amphinemura ctenospina
- Amphinemura curvidens
- Amphinemura curvispina
- Amphinemura decemseta
- Amphinemura delosa
- Amphinemura dentata
- Amphinemura dentifera
- Amphinemura dentiloba
- Amphinemura didyma
- Amphinemura dispositspina
- Amphinemura elegans
- Amphinemura elongata
- Amphinemura exigua
- Amphinemura falciloba
- Amphinemura filarmia
- Amphinemura fililoba
- Amphinemura flabellata
- Amphinemura flavicollis
- Amphinemura flavinotus
- Amphinemura flavostigma
- Amphinemura fleurdelia
- Amphinemura forcipiloba
- Amphinemura furcospinata
- Amphinemura furcostyla
- Amphinemura fusca
- Amphinemura fuscipes
- Amphinemura gressitti
- Amphinemura gritsayae
- Amphinemura guadarramensis
- Amphinemura guangdongensis
- Amphinemura guizhouensis
- Amphinemura hainana
- Amphinemura hamatmicroda
- Amphinemura hamiornata
- Amphinemura handschini
- Amphinemura hastata
- Amphinemura hibernatarii
- Amphinemura interrupta
- Amphinemura kawaii
- Amphinemura kiangsiensis
- Amphinemura kustarevae
- Amphinemura laguncula
- Amphinemura latifollicula
- Amphinemura lebezi
- Amphinemura leigong
- Amphinemura licenti
- Amphinemura lii
- Amphinemura linda
- Amphinemura lithami
- Amphinemura longispina
- Amphinemura ludinganus
- Amphinemura lurida
- Amphinemura luteipes
- Amphinemura macrotubifera
- Amphinemura malleicapitata
- Amphinemura mamillata
- Amphinemura manipurensis
- Amphinemura maoi
- Amphinemura maracandica
- Amphinemura martensi
- Amphinemura megaloba
- Amphinemura mexicana
- Amphinemura microcercia
- Amphinemura minor
- Amphinemura minuta
- Amphinemura mirabilis
- Amphinemura mockfordi
- Amphinemura mogollonica
- Amphinemura mokanshenensis
- Amphinemura monotuberculata
- Amphinemura moshingi
- Amphinemura multispina
- Amphinemura nanlingensis
- Amphinemura nepalensis
- Amphinemura nigrifrons
- Amphinemura nigritta
- Amphinemura nigritubulata
- Amphinemura nikkoensis
- Amphinemura nongrimi
- Amphinemura norvegica
- Amphinemura nubila
- Amphinemura ohridana
- Amphinemura okinawaensis
- Amphinemura ovalis
- Amphinemura paraluteipes
- Amphinemura pediformis
- Amphinemura pentagona
- Amphinemura pseudoleuteipes
- Amphinemura pseudoluteipes
- Amphinemura pterygoidea
- Amphinemura puebla
- Amphinemura pulchra
- Amphinemura quadrangularis
- Amphinemura rahungi
- Amphinemura rai
- Amphinemura reinerti
- Amphinemura renata
- Amphinemura rostroloba
- Amphinemura ryukyuensis
- Amphinemura sagittata
- Amphinemura scalprata
- Amphinemura scierotica
- Amphinemura seminigra
- Amphinemura simplex
- Amphinemura sinensis
- Amphinemura singularis
- Amphinemura sperchiana
- Amphinemura spinata
- Amphinemura standfussi
- Amphinemura stangeli
- Amphinemura steinmanni
- Amphinemura sulcicollis
- Amphinemura sumatrensis
- Amphinemura talungdzongi
- Amphinemura texana
- Amphinemura thienemanni
- Amphinemura tibetensis
- Amphinemura tragula
- Amphinemura trassaerti
- Amphinemura trialetica
- Amphinemura triangularis
- Amphinemura tricantha
- Amphinemura triramia
- Amphinemura tubulata
- Amphinemura unihamata
- Amphinemura varshava
- Amphinemura varzobi
- Amphinemura venusta
- Amphinemura verrucosa
- Amphinemura wittmeri
- Amphinemura wui
- Amphinemura yangi
- Amphinemura zhoui
- Amphinemura zimmermanni
- Amphinemura zonata